# Rymdväktaren
Rymdväktaren är den första delen av Peter Nilsons (1937-1998) rymdepos. Boken skrevs 1995. Peter Nilson ansåg att vi var med i ett "Kosmiskt äventyr" och det präglar mycket vad han skriver om. Denna serie på två böcker tar upp frågan "kan vi bevara kunskap för alltid".

## Handling
År 2084 kommer en ung matematiker till månen för att jobba med superkvantdatorn Angelica. Han träffar då på Peter Lorentzen som börjar att berätta vad som hände honom i slutet av 1900-talet och början av 2000-talet. De finner i en rysk gruva ett föremål som blir kallat "Tinget". När föremålet undersöks börjar det sända ut signaler burna av neutriner. Under den fortsatta berättelsen upptäcks multiversum, maskhål och hyperrymd. Diana Emerson, en av bokens huvudpersoner, försvinner, varefter denna den första delen slutar. Den andra och avslutande boken heter Nyaga.

## Karaktärerna
- Angelica, superkvantdator som används för att söka svar i multiversum.
- Anselm av Canterbury (1033-1109), teolog.
- Diana Emerson (kallad "Ninni"), matematiker som är med och upptäcker "Tinget" (ett främmande föremål i en gruva i Uralbergen). Hon försvinner sedan på ett mystiskt sätt.
- Stefano Hohenlohe, ung matematiker och berättare.
- Peter Lorentzen (kallad "Danny"), matematiker som är med och upptäcker "Tinget".
- Max Tauber, matematiker, organist och elektronikexpert.
- Bertel Thorvaldsen, främling på besök i 2010-talet, kommer troligen inte från vårt universum.